# 弗洛里安·克雷恩

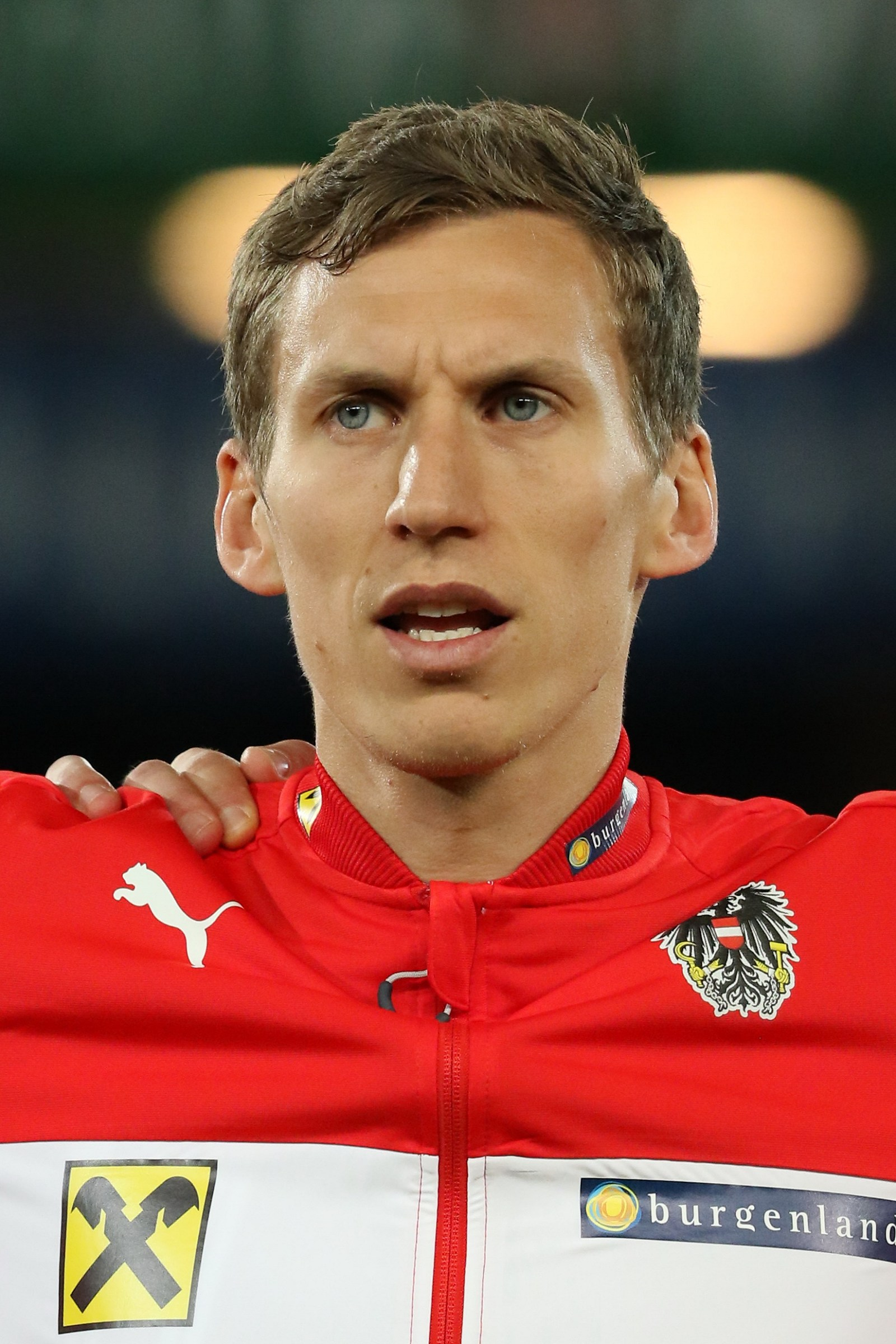
弗洛里安·克雷恩 (2016)

弗洛里安·克雷恩（德語：Florian Klein；1986年11月17日—）是一位奧地利足球運動員。在場上的位置是後衛。他代表奧地利國家足球隊參賽。